# 使女的故事
《使女的故事》（英語：The Handmaid's Tale）是一本由加拿大女性作家瑪格麗特·愛特伍於1985年所著的反乌托邦小說。小说的标题呼应了乔叟的《坎特伯雷故事集》（The Canterbury Tales）的组成方式，這是個故事集，由某某的故事組成，如「商人的故事」、「帕森的故事」等。小说續作《證詞》於2019年出版。

## 故事簡述
《使女的故事》由两部分组成，分别是夜晚和其他各种活动。 这部小说可以解释为一个双重叙事，侍女奧芙佛瑞德（Offred）的故事，以及侍女們的故事。 夜晚部分只是关于侍女奧芙佛瑞德；其他部分，如购物、候车室，家庭等，是描述每个侍女可能的生活的故事。
描述在不久的未来，美國因為戰亂及其他災禍而瓦解，极权主义基督教重建主义取而代之。在基利國，多數女性地位低落淪為雜役，少數仍具備生育能力的則被選為「侍女」（Handmaid）成為權貴（The Commander）的生產工具。这部小说探讨了女性在征服中的主题以及获得个人主义和独立的各种手段。

## 榮譽
《使女的故事》贏得1985年加拿大總督獎、1987年亞瑟·克拉克獎，也被提名1986年星雲獎，1986年布克獎以及1987年普羅米修斯獎。它已被改編為電影，廣播，歌劇和舞台劇。

## 改編作品

### 电影
- 《末世紀的女人》（1990年電影）

### 歌剧
- 《使女的故事（英语：The Handmaid's Tale (opera)）》（2000年歌劇）

### 电视剧
- 《使女的故事》（2017年電視劇）

### 漫画
- 《使女的故事》（蕾妮•诺特绘，道布尔戴出版社出版，加拿大）
  - 新经典文化（出品）新星出版社（出版） 2025年出版预定[6]

## 延伸阅读
- Adami, Valentina. . Trier: WVT. 2011.
- Atwood, Margaret. Bloom, Harold , 编. . Philadelphia: Chelsea House. 2001.
- Cooper, Pamela. . Women's Studies. 1997, 26 (1): 89–123. doi:10.1080/00497878.1997.9979152.
- Dopp, Jamie. . Studies in Canadian Literature. 1994, 19 (1): 43–57.
- Gardner, Laurel J. . Notes on Contemporary Literature. 1994, 24 (5): 5–7.
- Garretts-Petts, WF. . Open Letter. Seventh. 1988, I.
- Geddes, Dan. . The Satirist. January 2001  [2021-02-13]. （原始内容存档于2021-02-14）.
- Hammer, Stephanie Barbé. . Modern Language Studies. 1990, XX (2): 39–49. JSTOR 3194826. doi:10.2307/3194826.
- Malak, Amin. . Canadian Literature. 1987, 112: 9–16.
- McCarthy, Mary. . The New York Times (review). 9 February 1986  [11 April 2016]. （原始内容存档于2008-08-02）.
- Mohr, Dunja M., , Jefferson, NC: McFarland 2005, 2005 Long chapter on The Handmaid's Tale as utopia and dystopia.
- Myrsiades, Linda. . Myrsiades, Kostas; Myrsiades, Linda  (编). . New York: Peter Lang. 1999: 219–45.
- Stanners, Barbara; Stanners, Michael; Atwood, Margaret. . Top Notes Literature Guides. Seven Hills, NSW, Australia: Five Senses Education. 2004.
- Tennant, Colette. . Minneapolis, MN: Fortress Press. 2019. ISBN 9781506456317.